# Ріплі під землею
«Ріплі під землею» (англ. Ripley Under Ground) — психологічний трилер Патриції Хайсміт, другий роман із її серії «Ріпліади». Він був опублікований у червні 1970 року.

## Короткий зміст сюжету
Через шість років після подій «Талановитого містера Ріплі» Тому Ріплі вже за 30, він живе комфортним життям у Франції зі своєю дружиною багатою спадкоємицею Елоїзою Пліссон. Розкішний спосіб життя в його маєтку Бель Омбре підтримується статками Дікі Грінліфа, випадковими підробітками на будівництві парканів з американцем Рівзом Мінотом та компанією Derwatt Ltd. -  схемою підробки творів мистецтва, яку Ріплі допоміг заснувати за кілька років до того як "мовчазний партнер" (тобто непублічний).
Роками раніше, після того, як художник Філіп Дерватт зник і наклав на себе руки  в Греції, його друзі - фотограф Джефф Констант і журналіст-фрілансер Ед Бенбері - почали популяризувати його творчість і продали низку автентичних картин. Завдяки їхнім піар-зусиллям Дерватт став більш відомим, а його картини - більш цінними. Коли оригінальні картини Дерватта почали закінчуватися, Ріплі пішов у бізнес з ними і переконав Бернарда Тафтса, іншого художника, виготовляти підроблені картини Дерватта. Гроші потекли рікою, але Тафтса, який боготворив Дерватта, мучить почуття провини за свою роль у цій схемі.

Компанії Derwatt Ltd. погрожує незадоволений американський колекціонер Томас Мерчісон, який здогадується, що одна з його картин Дерватта є підробкою. Стурбований тим, що вся афера ось-ось розкриється, Ріплі вирішує поїхати до Лондона, видати себе за Дерватта, зустрітися з Мерчісоном і переконати його в тому, що картини справжні. Однак Ріплі це не вдається, особливо після того, як Тафтс зустрічається з Мерчісоном і просить його більше не купувати картини Дерватта. Ріплі, вже без прикриття, від свого імені, запрошує Мерчісона до Бель Омбре оглянути його власну картину Дерватта (також підробку), щоб спробувати переконати його не звертатися до куратора галереї Тейт і в поліцію.
Мерчісон оглядає картину Ріплі і переконується, що це теж підробка. Зрозумівши, що сперечатися марно, Ріплі зізнається у всій афері, просячи пощади заради Тафтса. Однак Мерчісон відмовляється, тож Ріплі вбиває його. Він залишає валізу і картину Мерчісона в аеропорту Орлі, а потім ховає його тіло в лісі біля Бель Омбре. Пізніше двоюрідний брат Дікі Кріс приїжджає погостювати під час європейського туру. Він помічає свіжу могилу біля будинку. Тафтс також відвідує Ріплі, пригнічений нещодавніми подіями і каже, що хоче в усьому зізнатися поліції. Ріплі розповідає Тафтсу, що це він убив Мерчісона, і, усвідомлюючи власний жахливий вибір місця для поховання, просить його допомогти перенести тіло. Разом вони скидають труп у річку.

Французька поліція разом з інспектором Вебстером з поліцією Лондону розслідує зникнення Мерчісона, виїжджаючи до Бель Омбре та оглядаючи маєток. Тафтс залишає в підвалі повішене опудало, яке знаходить Елоїза, разом із запискою про те, що він збирається зізнатися. Повернувшись до Бель Омбре, Тафтс безуспішно намагається задушити Ріплі. Але Ріплі відчуває жаль до розбитого чоловікова і не мститься йому за це. Пізніше Тафтс "вирубає" Ріплі лопатою і ховає його живцем у порожній могилі Мерчісона. Ріплі вдається втекти, і він повертається до Лондона, щоб видати себе за Дерватта для другої появи, цього разу перед Вебстером і дружиною Мерчісона. Місіс Мерчісон вирішує відвідати Бель Омбре, останнє місце, де бачили її чоловіка.
Після візиту місіс Мерчісон Ріплі розуміє, що Тафтс замислюється про самогубство. Відчуваючи відповідальність, Ріплі шукає його в Греції, Парижі і, нарешті, в Зальцбурзі . Коли він наближається до Тафтса, художник вважає Ріплі привидом. Тафтс біжить від Ріплі та стрибає зі скелі та розбивається на смерть. Ріплі частково кремує і ховає тіло.
Ріплі розповідає Вебстеру, що Дерватт наклав на себе руки, а Тафтс зник у Зальцбурзі, ймовірно, щоб наслідувати його приклад. Він віддає Вебстеру частину останків Тафта, які, як він стверджує, належать Дерватту, і погоджується поїхати з ним до Зальцбурга, щоб показати, де похована решта його тіла. Роман закінчується тим, що Ріплі готується до нової вистави з Вебстером та австрійською поліцією.

## Екранізації

### Фільми
- У фільмі 1977 року «Американський друг», в основному заснованому на «Грі Ріплі», також використовуються елементи сюжету «Ріплі під землею» . [1]
- Роман був екранізований у 2005 роціз одноіменною назвою «Ріплі під землею». Баррі Пеппер зіграв Тома Ріплі; також у ролях другого плану знялися Віллем Дефо, Алан Каммінг і Том Вілкінсон . Режисером фільму став Роджер Споттісвуд .

### Телебачення
- Частини роману були адаптовані в «Подарунок за вбивство», епізод The South Bank Show 1982 року. Джонатан Кент грає Ріплі, а сама Патриція Хайсміт також з'являється у камео.

### Радіо
- Радіо-адаптація BBC Radio 4 2009 з Ієном Хартом у ролі Ріплі.[2]